# Relaciones España-Australia
Las relaciones hispano-australianas son las relaciones internacionales entre la Mancomunidad de Australia y el Reino de España. Ambos países han desarrollado una relación amistosa y estratégica. También pertenecen a organizaciones internacionales como: el BERD, el G12, el G20, la OCDE, la ONU y la OSCE.

## Relaciones históricas

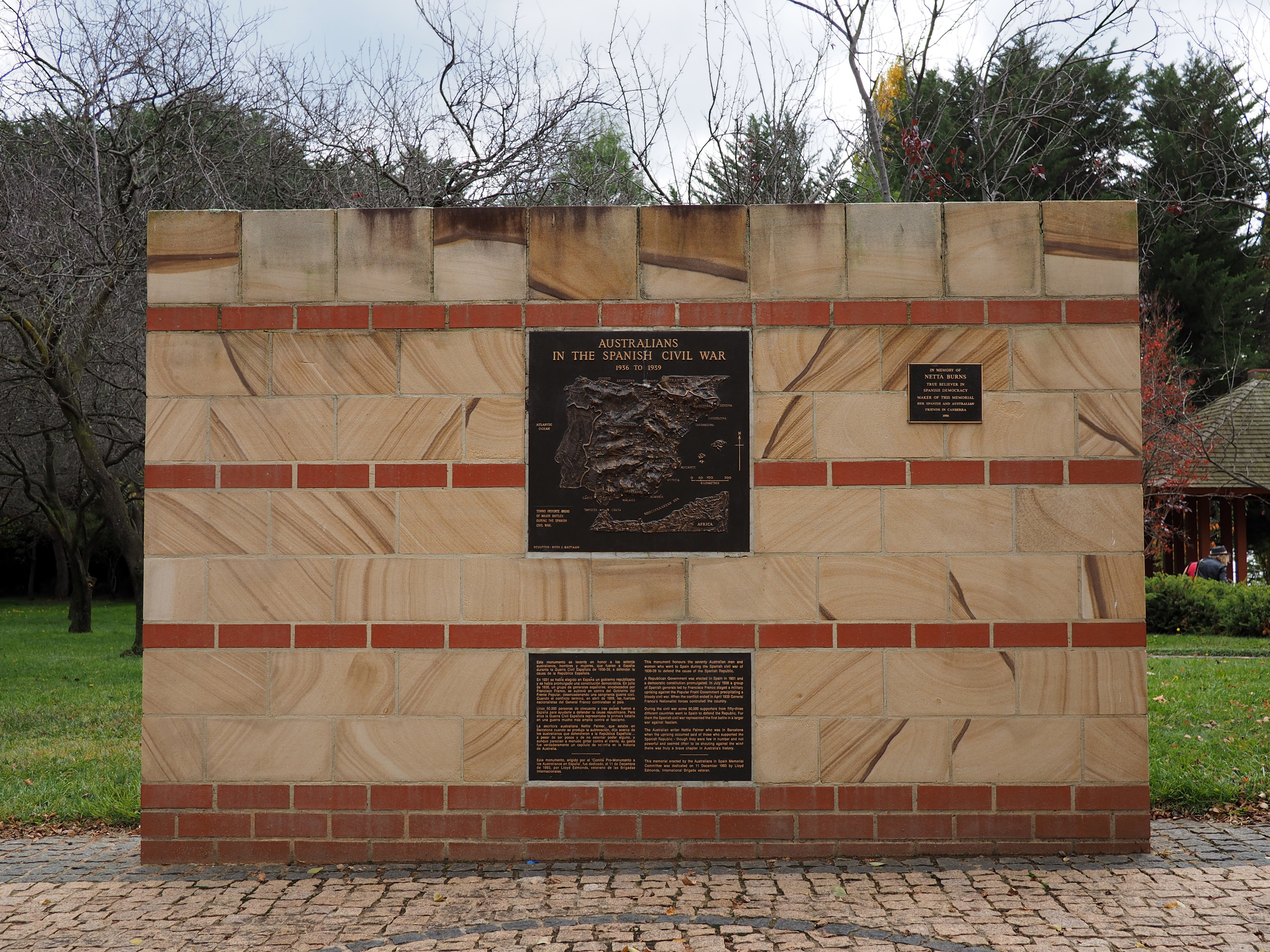
Memorial de la guerra civil española en Lennox Gardens, Canberra, en la cual 70 australianos participaron.

Los primeros escritos sobre el descubrimiento de la Australia continental por parte de exploradores europeos datan de comienzos del siglo XVII. Sin embargo, el investigador australiano Lawrence Hargrave argumentó que España ya había establecido una colonia en la bahía de Botany en el siglo XVI, época en la que se organizaban expediciones para hallar la Terra Australis. Posteriormente, el historiador francés Roger Hervé afirmó que la carabela española San Lesmes se desvió hacia Nueva Zelanda y Tasmania, hasta remontar las costas orientales australianas y ser capturada por los portugueses cerca del actual cabo York. De hecho, una hipótesis similar fue redactada por el investigador australiano Robert Adrian Langdon. En 1606, el marinero español Luis Váez de Torres, perteneciente a la expedición del explorador portugués Quirós, fue uno de los primeros exploradores europeos en encontrar Australia y el primero en cartografiar el estrecho de Torres, que se denomina en su honor. En 1793, la Expedición Malaspina navegó hasta Port Jackson (Sídney) en la costa de Nueva Gales del Sur, que había sido establecida por los británicos en 1788.
En 1793, España, bajo el reinado de Carlos IV y el primer ministro Manuel Godoy, tras descubrir por parte de una expedición española la ocupación inglesa de Australia, tenía planes de desembarcar en Sídney para hacer frente a Inglaterra con una flota de 100 barcos procedentes de las colonias españolas en América del Sur. Según explicó el investigador Chris Maxworthy de la Asociación de Historia Marítima de Australia, que descubrió una serie de documentos de la Armada española que constatan aquel plan, el objetivo de España era la rendición inmediata de Inglaterra para evitar a toda costa las amenazas que pudiesen surgir en sus colonias y truncar sus intereses en el Pacífico.
Entre 1936 y 1939, España se vio envuelta en una guerra civil entre el bando republicano y el bando sublevado. Australia, fue oficialmente neutral durante el conflicto. Sin embargo, alrededor de 66 australianos voluntarios lucharon en el Batallón Británico del bando republicano.

## Relaciones diplomáticas
El 26 de octubre de 1967, ambos países establecieron relaciones diplomáticas, siendo nombrado el primer encargado de Negocios en Canberra el 9 de diciembre del mismo año. Asimismo, el 3 de mayo de 1968, se inauguró la embajada de España en Canberra. En junio de 1988, los reyes españoles, Juan Carlos I y Sofía de Grecia, realizaron una visita oficial a Australia. Por otra parte, en 2008, se constituyó el hermanamiento entre las ciudades de Adelaida (Australia) y Ferrol (España) para reportar beneficios comerciales, culturales, turísticos y académicos.
A lo largo de los últimos años, las relaciones bilaterales han experimentado avances sustanciales en los ámbitos político, económico, cultural, científico, en la llamada “diplomacia entre los pueblos” y en la diplomacia parlamentaria. El diplomático australiano, Timothy Kane, afirmó que la relación bilateral "se ha fortalecido en la última década", como lo demuestra el hecho de que los astilleros españoles han construido "115,000 toneladas de flota para la Real Marina Australiana", además de que 80 empresas españolas operan allí con éxito y 40 empresas australianas están establecidas en España. Kane apostó por "explorar nuevas oportunidades en los sectores de distribución, salud, agroalimentario, automóviles y productos farmacéuticos". Finalmente, anunció que "la delegación comercial australiana más importante en años" visitará España en julio y será dirigida por un ministro de su Gobierno.
El director general del Ministerio de Relaciones Exteriores de América del Norte, Asia y el Pacífico, Fidel Sendagorta, destacó que ambos países también comparten valores, lo que facilitará el trabajo en el "Consejo de Derechos Humanos de la ONU" para el período 2018-2020. Por otro lado, el representante de Exteriores afirmó que España "va a apoyar a Australia en su negociación con la UE para firmar un Acuerdo de Libre Comercio". Finalmente, anunció la extensión del acuerdo Working Holidays, que actualmente beneficia a 1,500 jóvenes de ambos países. Además, de acuerdo con el Instituto Cervantes de Sídney, el español se está convirtiendo en un idioma popular para estudiar entre los australianos.
En 2018, ambos países celebraron el 50.º aniversario de las relaciones bilaterales para ampliarlas y reforzarlas mutuamente en todos los campos, coincidiendo con el Día de Australia. Ambos países comparten valores democráticos compartidos, y los vínculos comerciales y de inversión son fuertes. Las empresas españolas están aportando una experiencia y un conocimiento significativos a los sectores del transporte, las infraestructuras y la generación de energías renovables en Australia. Estas empresas han consolidado una presencia fuerte y creciente, incluso mediante el establecimiento en Australia de las bases para sus operaciones en la región del Indo-Pacífico. Las empresas australianas están cada vez más interesadas en España y poseen un número creciente de inversiones en el país, especialmente en el ámbito de los servicios financieros, el desarrollo de software y la minería. La defensa y el material militar son un elemento clave de la relación bilateral. Las empresas españolas han ganado importantes contratos para la construcción de material de defensa, y la cooperación entre la Armada Real Australiana y la Armada española es especialmente estrecha.
En 2023, el Centro para el Desarrollo Tecnológico y la Innovación de España (CDTI) seleccionó a Destinus para invertir en su proyecto de aviación, conocido como el Plan Tecnológico Aeronáutico (PTA), que desarrollará motores hipersónicos de hidrógeno verde para acortar la distancia de los viajes entre Australia y Europa. Asimismo, la empresa española Talgo estudia llevar sus trenes a Australia para comunicar y reducir los tiempos de trayecto entre las ciudades de Adelaida, Canberra, Melbourne y Sídney. En mayo del mismo año, ambos países conmemoraron sus 55 años de relaciones diplomáticas.

## Misiones diplomáticas
- Australia tiene una embajada en Madrid.[21]
- España tiene una embajada en Canberra[21] y consulados-generales en Melbourne y Sídney.

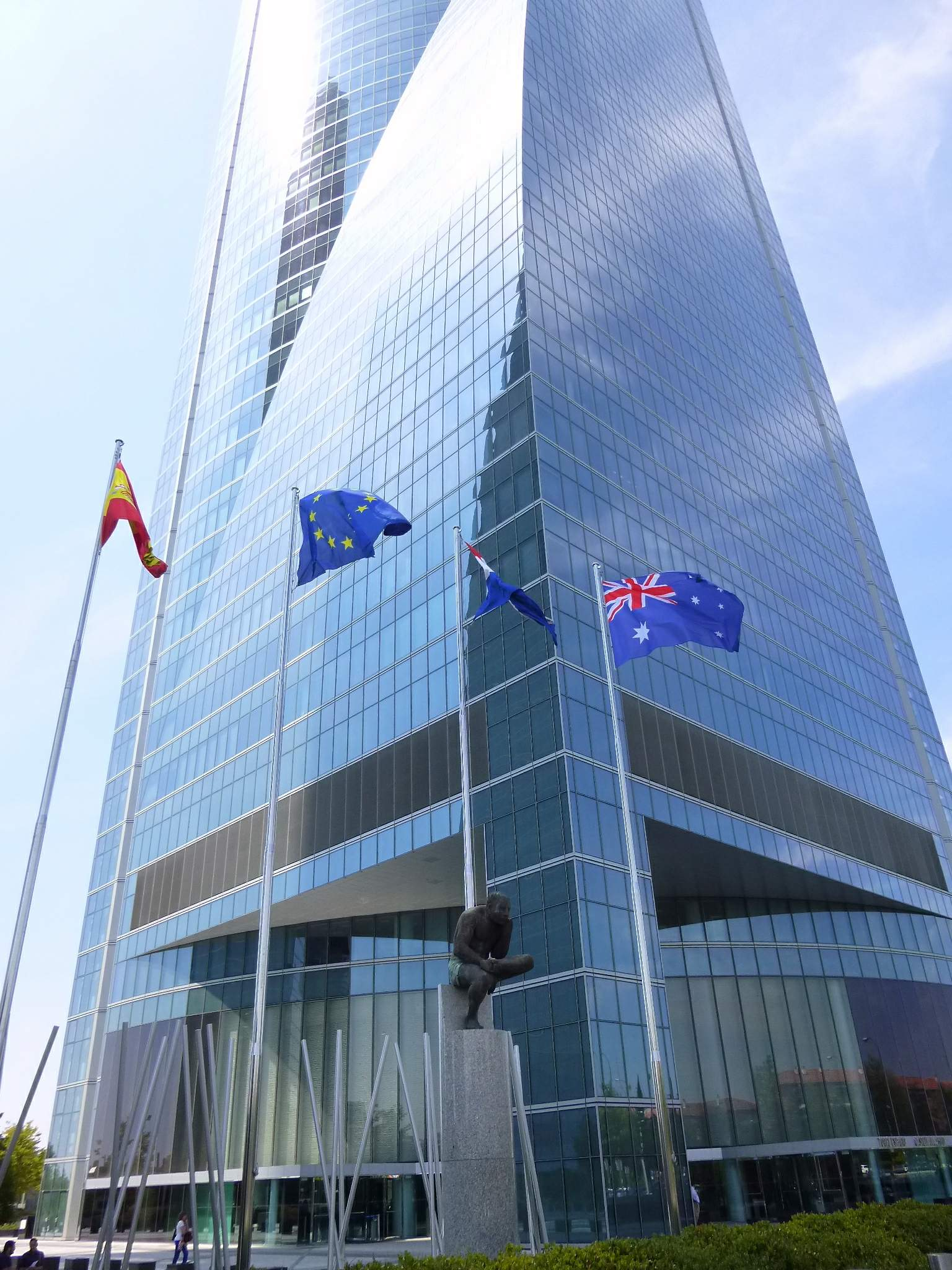
Embajada de Australia en la Torre Emperador de Madrid.
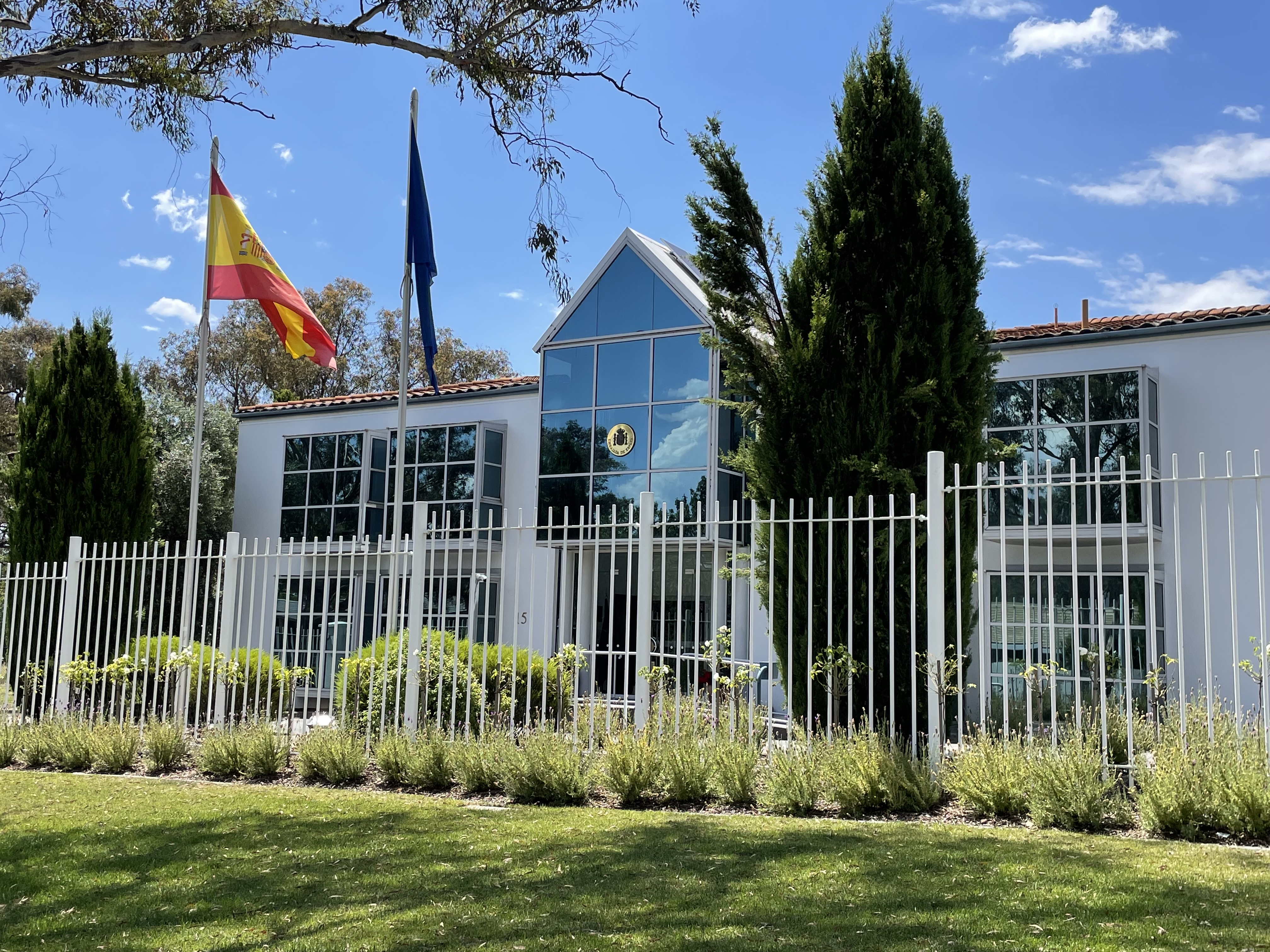
Embajada de España en Canberra.